# Coccidínia
Coccidínia é um termo médico que significa dor no cóccix, geralmente causada quando a pessoa se senta.